# Liocarinia
Liocarinia is een geslacht van weekdieren uit de klasse van de Gastropoda (slakken).

## Soort
- Liocarinia disjuncta (Hedley, 1903)